# A1689B11
A1689B11 - надзвичайно стара спіральна галактика. Швидкість зореутворення в A1689B11 становить 22 ± 2 сонячні маси на рік. При цьому диск A1689B11 достатньо тонкий і холодний. Вік галактики експерти оцінюють в 11 млрд років, що становить 2,6 мільярда років після Великого вибуху. Це найвіддаленіша і найдавніша з відомих спіральна галактика на 2017 рік. 